# Transfusion (computerspil)
 For alternative betydninger, se Transfusion. (Se også artikler, som begynder med Transfusion)
Transfusion er et computerspil, som er frigivet under GNU General Public License-licensen, som skal forsøge at efterligne Monolith Productions' Blood fra år 1997. Dette kan lade sig gøre, da rettighedsindehaverne til det oprindelige computerspil har givet tilladelse til at en sådan efterligning må fremstilles.
Der fokuseres på, at det skal fungere på flest mulige computertypet og -operativsystemer, hvilket kan lade sig gøre med den benyttede DarkPlaces-spilmotor, som er en videreudvikling af Quake-spilmotoren.

## Projektets opståen
Oprindeligt var det ønsket, at kildekoden til Blood blev frigivet, ligesom det skete med flere af de lige så populære computerspil, som benyttede den samme Build-spilmotor, men efter mange års forsøg på dette er det endnu ikke lykkedes, da kildekoden gennem tiden har haft flere ejere, som indtil videre har gjort det problematisk at vide, hvem der havde rettighederne til at frigive den. I stedet for at vente, måske forgæves, besluttede man blandt tilhængerne af Blood at lave denne efterligning.

## Fokusering
Primært er der blevet fokuseret på, at få flerspillerdelen til at fungere, men der arbejdes nu også på enkeltspillerdelen. Udviklingen sker dog ikke så hurtigt, da der mangler udviklere.